# 開泰寺駅
開泰寺駅（ケテサえき）は、大韓民国忠清南道論山市にある韓国鉄道公社（KORAIL）の駅である。2017年現在、停車する旅客列車は存在しない。

## 路線
- 韓国鉄道公社
  - 湖南線

## 駅構造
- 島式ホーム2面6線の地上駅。

## 歴史
- 1944年4月9日：光石信号場として営業開始。
- 1956年2月20日：普通駅として駅に昇格[1]。
- 1968年11月29日：現在の駅舎竣工。
- 1969年10月1日：開泰寺駅に改称[2]。
- 1976年7月10日：貨物取り扱い停止[3]。
- 1997年5月1日：貨物取り扱い再開。[4]。
- 2007年11月1日：貨物取り扱い停止。
- 2008年12月1日：旅客取り扱い停止。
- 2009年7月1日：無配置簡易駅に格下げ。

## 隣の駅
韓国鉄道公社
湖南線
鶏龍駅 - 開泰寺駅 - 連山駅